# 番匠地インターチェンジ
番匠地インターチェンジ（ばんしょうちインターチェンジ）は、福島県いわき市内郷御厩町にある国道49号平バイパスのインターチェンジである。

## 接続している道路
- いわき市道 内郷・平線（小島バイパス）

## 歴史
- 1988年（昭和63年）3月23日：番匠地交差点　- いわき中央IC間開通に伴い、いわき中央IC方面が平面交差にて供用開始。
- 1995年（平成7年）9月4日：常磐上矢田交差点（現：常磐上矢田JCT） - 番匠地交差点（現：番匠地IC）間開通に伴い、十字路交差点として供用開始。
- 2000年（平成12年）11月：番匠地交差点の立体交差事業完了、番匠地インターチェンジとして供用開始。

## 周辺
- 東側（平方面）
  - いわき駅
  - いわき市役所
  - 福島県いわき合同庁舎
  - いわき地方合同庁舎
  - いわき平競輪場
- 西側（内郷方面）
  - いわき市医療センター（旧・いわき市立総合磐城共立病院）
  - 福島労災病院
  - 内郷駅

## 隣
国道49号 平バイパス
草木台上荒川IC - 番匠地IC - 御台境高安場交差点